# أشباه رباعيات الأطراف
أشباه رباعيات الأطراف (الاسم العلمي: Tetrapodomorpha) هي أصنوفة عليا من الفقاريات تتبع شعبة الحبليات.

## التصنيف

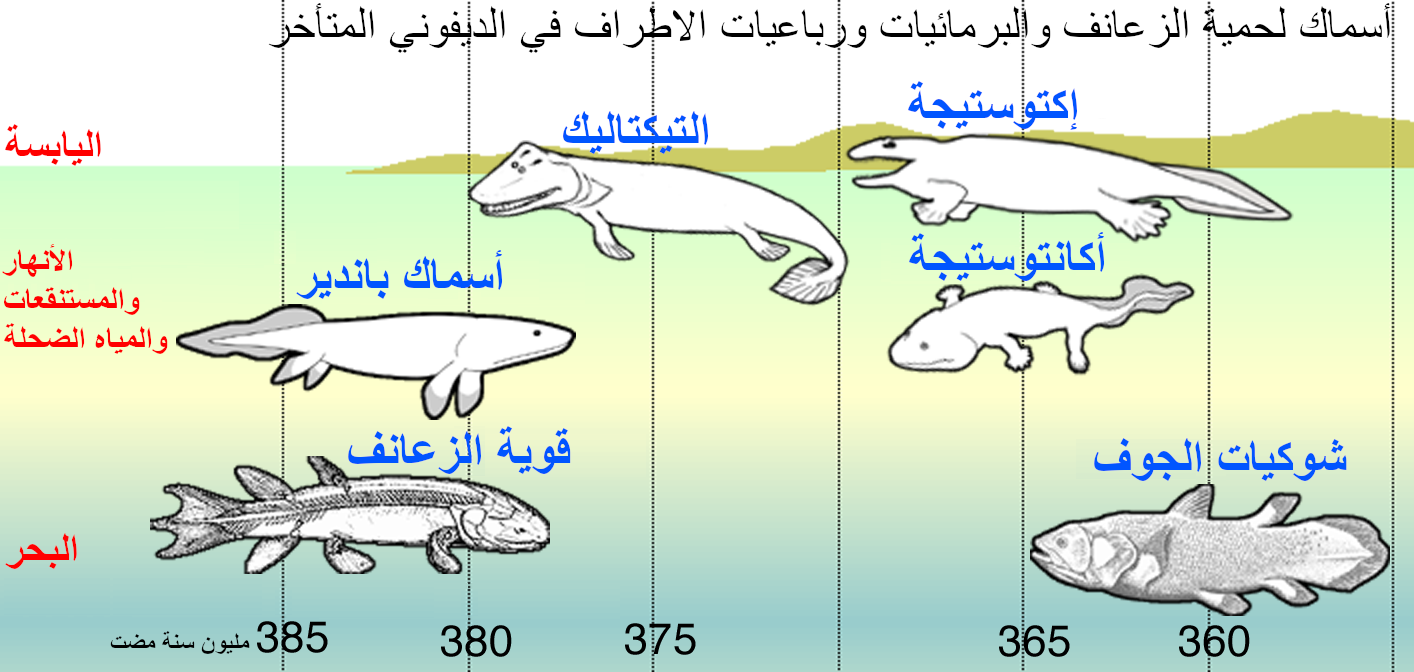
تنوع الفقاريات في العصر الديفوني المتأخر، سلالة لحميات الزعانف في البحار العميقة.

- رباعيات الأطراف
  - شبيهات الزواحف
    - العظائيات الضفدعية
      - السلويات